# Renato Angiolillo

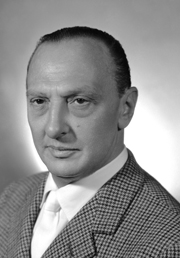
Renato Angiolillo

Renato Angiolillo (* 4. August 1901 in Ruoti, Provinz Potenza; † 16. August 1973 in Rom) war ein italienischer Journalist, Politiker und Filmregisseur.

## Leben
Angiolillo arbeitete als Journalist unter anderem für das von seinem Bruder Ugo geleitete Giornale della Sera, L'Eco della Sicilia e delle Calabrie und Il Lavoro, eine Tageszeitung in Genua. Unter den Faschisten arbeitete er als Verleger und Filmproduzent und schrieb nur noch gelegentlich unter Pseudonym für Zeitungen. 1944 gründete er mit einer Lizenz der alliierten Befreier Roms  Il Tempo, den er bis zu seinem Tod leitete. Gelegentlich arbeitete er für das Kino; er schrieb eine Handvoll Drehbücher, einmalig war er auch als (Ko-)Regisseur tätig. Der Film Sempre più difficile, zu dem er auch das Drehbuch schrieb, entstand im Jahr 1943.
Vom 8. Mai 1948 bis 24. Juni 1953, der ersten Legislaturperiode, wurde er als unabhängiger Kandidat in Bari auf einer Liste des Partito Liberale Italiano in den Senat Italiens gewählt.